# FFC劍橋法
FFC劍橋法（英語：FFC Cambridge Process）是一種將固體金屬，尤其是氧化物，置於陰極，在熔融鹽中還原成較純金屬或者合金的電化學方法。FFC劍橋法被視為一種具有潛力的精煉方式，未來可能可以取代某些現有的金屬生產方式，例如長期用於精煉鈦的克羅爾法。

## 歷史
FFC劍橋法在1996、1997年間由陈政、德雷克·富雷、湯姆·法辛（Tom Farthing）三人於劍橋大學開發出來。該法之命名也是取自上述三人的姓氏字首字母。三人成功以熔融鹽電化學方法從鈦箔上的氧化鱗皮、二氧化鈦粉末燒結成的小球粒、鈦渣等含鈦物還原出純金屬鈦。注意傳統方法大多需要先將含鈦物通氯氣製成四氯化鈦，才能進行後續的還原製程。1904年德國專利150557號也有類似的製程。

## 製程
整個製程通常在900 °C至1100 °C的溫度範圍內進行，陽極實務上常以石墨碳棒製作，陰極是待還原的含鈦氧化物、含鈦物（有些研究會先以鉬網包覆陰極，防止陰極碎裂散落），電解液則須以氯化鈣熔湯擔當，坩堝大多採用石墨材質。基於氧化物的性質，存在一相對於陽極的特定電位，影響氧化鈣在熔湯中的含量。陰極被極化至一比陽極更低之電位。藉由在兩極間施加一電壓達成兩極間電位差。當極化至更低的負電位後，陰極的氧化物傾向於對電解液釋出氧離子，氧離子進入電解液後以氧化鈣的形式存在。為維持電解液的電中性，當一氧離子離開陰極進入電解液時，另一氧離子從電解液游向陽極，故陽極採石墨電極時，可在陽極附近觀測到一氧化碳或二氧化碳生成。也因為氧離子游向陽極，惰性陽極可以用來產生氧氣。
當達到負電壓時，陰極可能開始產生鈣。鈣的還原性很高，會進一步將陰極的氧剝離，達到鈣熱還原的效果。不過，當越來越多鈣溶入氯化鈣熔湯時，熔湯電解液導電性會上升，致使電流效率降低。

### 陰極反應機轉
整個電－鈣熱還原反應機轉可以下式表述。
MO
x+ x Ca → M + x CaO　　（1）
該反應自發進行時，稱之為鈣熱還原反應，或也可視為金屬熱還原（metallothermic reduction）反應的其中一例。例如，若陰極為TiO，則鈣熱還原反應的反應式可寫為
TiO +  Ca → Ti + CaO
雖然上式這麼表示，但實際上這是一個逐漸將氧從氧化物上剝離的過程。例如，陰極的二氧化鈦不會一步到位地產生鈦，而會先產生一堆中間產物如Ti3O5、Ti2O3、TiO等等低價氧化物。
鈣氧化物的電解反應化學式如下：
x CaO → x Ca2+ + x O2−　　（2a）
x Ca2+ + 2x e− → x Ca　　（2b）
x O2− → x/2 O2 + 2x e−　　（2c）
反應式（2b）顯示在陰極旁熔湯中的鈣離子Ca2+還原成鈣。鈣會繼續使陰極的金屬氧化物還原成金屬。
綜合反應式（1）與反應式（2），反應的淨結果可看成是金屬氧化物分解成金屬與氧氣：
MO
x→ M + x/2 O2　　（3）

### 陽極反應機轉
以氯化鈣熔湯作電解液非常重要，因為這種熔融鹽可以溶解並輸送O2−離子至陽極釋放電子。陽極反應視陽極材質有不同產物，石墨材質的陽極會產生一氧化碳、二氧化碳或其他含碳混合物：
C + 2O2−  → CO2 +4 
e−

C + O2−  → CO + 2 
e−

然而，陽極若是由反應性較低的材質，如高密度SnO2，則O2−離子傾向在陽極反應成氧氣。採取惰性陽極至少有兩項缺點，一來當熔湯中氧化鈣漸漸減少，陽極處將傾向產生氯氣，不利環保與人員安全，二來比起石墨陽極，會使製程更耗能，綜上兩點，惰性陽極會導致整個電解池不穩定。
2O2− → O2 + 4 
e−

## 延伸閱讀
- R. Bhagat; M. Jackson; D. Inman; R. Dashwood. . J. Electrochem. Soc.（英语：J. Electrochem. Soc.）. 2009, 156: E1–7. doi:10.1149/1.2999340.
- R. Bhagat; M. Jackson; D. Inman; R. Dashwood. . J. Electrochem. Soc.（英语：J. Electrochem. Soc.）. 2008, 155 (6): E63–69. doi:10.1149/1.2904454.
- Ryosuke O. Suzuki. . Journal of Physics and Chemistry of Solids（英语：Journal of Physics and Chemistry of Solids）. 2005, 66 (2–4): 461–465. Bibcode:2005JPCS...66..461S. doi:10.1016/j.jpcs.2004.06.041.
- Il Park; Takashi Abiko; Toru H. Okabe. . Journal of Physics and Chemistry of Solids. 2005, 66 (2–4): 410–413. Bibcode:2005JPCS...66..410P. doi:10.1016/j.jpcs.2004.06.052.
- X. Ge; X. Wang; S. Seetharaman. . Electrochimica Acta. 2009, 54 (18): 4397–4402. doi:10.1016/j.electacta.2009.03.015.

## 外部連結
- YouTube video:Metalysis FFC process（页面存档备份，存于）